# Lémpa
Lémpa (grec moderne : Λέμπα) est un village chypriote situé dans le district de Paphos et comptant plus de 506 habitants.